# مادگول، جیبوتی
مادگول، جیبوتی یک منطقهٔ مسکونی در جیبوتی است که در منطقه تاجوره واقع شده‌است.

## خصوصیات
مادگول ۳۰۷ متر بالاتر از سطح دریا واقع شده‌است.